# Stone Lake (Wisconsin)
Stone Lake ist eine Siedlung auf gemeindefreiem Gebiet im Sawyer und im Washburn County im US-amerikanischen Bundesstaat Wisconsin. Zu statistischen Zwecken ist der Ort zu einem Census-designated place (CDP) zusammengefasst worden. Im Jahr 2010 hatte Stone Lake 178 Einwohner.

## Geografie
Stone Lake liegt im Nordwesten Wisconsins am Westufer des gleichnamigen Sees.
Die geografischen Koordinaten von Stone Lake sind 45°50′44″ nördlicher Breite und 91°32′26″ westlicher Länge. Trego erstreckt sich über eine Fläche von 4,59 km², die sich auf 2,43 km² Land- und 2,16 km² Wasserfläche verteilen. Innerhalb des Sawyer County liegt der Ort in der Town of Sand Lake, während der im Washburn County liegende Teil des Ortes zur Town of Stone Lake gehört.
Die Nachbarorte von Stone Lake sind Hayward (21,5 km nordnordöstlich), Couderay (25 km ostsüdöstlich), Birchwood (25,4 km südlich), Sarona (30 km südwestlich), Spooner (29 km westlich), Trego (29 km westnordwestlich) und Springbrook (22 km nordwestlich).
Die nächstgelegenen größeren Städte sind Duluth am Oberen See in Minnesota (138 km nordnordwestlich), Green Bay am Michigansee (404 km ostsüdöstlich), Wausau (255 km südöstlich), Wisconsins Hauptstadt Madison (429 km südsüdöstlich), Eau Claire (141 km südlich) und die Twin Cities (Minneapolis und Saint Paul) in Minnesota (193 km südwestlich).

## Verkehr
In Nordost-Südwest-Richtung führt der Wisconsin State Highway 70 als Hauptstraße durch Stone Lake. Alle weiteren Straßen sind untergeordnete Landstraßen, teils unbefestigte Fahrwege sowie innerörtliche Verbindungsstraßen.
In Nordwest-Südost-Richtung verläuft eine Eisenbahnlinie der Canadian National Railway durch Stone Lake.
Die nächsten Flughäfen sind der Duluth International Airport (156 km nordnordwestlich), der Chippewa Valley Regional Airport in Eau Claire (143 km südlich) und der Minneapolis-Saint Paul International Airport (210 km südwestlich).

## Bevölkerung
Nach der Volkszählung im Jahr 2010 lebten in Stone Lake 178 Menschen in 87 Haushalten. Die Bevölkerungsdichte betrug 73,3 Einwohner pro Quadratkilometer. In den 87 Haushalten lebten statistisch je 2,05 Personen. 
Ethnisch betrachtet setzte sich die Bevölkerung zusammen aus 94,9 Prozent Weißen und 3,9 Prozent amerikanischen Ureinwohnern; 1,1 Prozent stammten von zwei oder mehr Ethnien ab. 
16,9 Prozent der Bevölkerung waren unter 18 Jahre alt, 57,3 Prozent waren zwischen 18 und 64 und 25,8 Prozent waren 65 Jahre oder älter. 48,9 Prozent der Bevölkerung waren weiblich.
Das mittlere jährliche Einkommen eines Haushalts lag bei 40.962 USD. Das Pro-Kopf-Einkommen betrug 26.473 USD. 14,5 Prozent der Einwohner lebten unterhalb der Armutsgrenze.